# Ruines de Gorgora Nova
Les ruines de Gorgora Nova sont un ensemble architectural en ruines situé à une dizaine de kilomètres à l'ouest en longeant les rives du lac Tana, à partir de l'actuelle ville de Gorgora. Les bâtiments ont été construits au cours des années 1620 à l'initiative de l'empereur Susenyos et de missionnaires jésuites installés dans la région, dans le contexte de la conversion au catholicisme de l'empereur, sous l'influence de son conseiller Pedro Páez. Le site a vraisemblablement été abandonné après la mort de Susneyos et l'avènement de son fils Fasilides, qui retourne à l'orthodoxie copte. La construction de ces bâtiments s'inscrit dans le contexte d'une présence de longue durée (au moins un demi-siècle) de Portugais et d'Éthiopiens pour certains convertis au catholicisme dans la péninsule de Gorgora. 
Les bâtiments, dont la résidence des Jésuites et une église dédiée au Christ (« Iyäsus » en amharique) sont principalement construits en calcaire extrait d'une carrière située à proximité. L'église était décorée de motifs floraux qui dénotent l'influence de la Renaissance européenne, mais aussi de l'architecture indo-portugaise de la même époque. 
Les bâtiments furent fortement endommagés, d'une part, par un tremblement de terre survenu en 1704 (qui a également fragilisé certains palais de Gondar), et d'autre part par les pluies. Une partie de l'église est restée debout jusqu'aux années 1990, mais ne subsiste aujourd'hui qu'une petite partie de l'abside, soutenue par une structure métallique installée en 2009.
Une tradition locale voit dans ces bâtiments l'ancien palais de l'empereur Susneyos, mais des fouilles archéologiques menées au cours des années 2000 et 2010 démentent cette hypothèse.

## Résidence jésuite
|  |
|  |

|  |
|  |

|  |
|  |